# Gammarellus angulosus
Gammarellus angulosus is een vlokreeftje uit de familie Gammarellidae. De wetenschappelijke naam van de soort is voor het eerst geldig gepubliceerd in 1843 door Heinrich Rathke.